# Periclimenes novaffinis
Periclimenes novaffinis is een garnalensoort uit de familie van de Palaemonidae. De wetenschappelijke naam van de soort is voor het eerst geldig gepubliceerd in 1997 door Bruce & Coombes.